# Jack River (vattendrag i Australien, Queensland)
Jack River är ett vattendrag i Australien. Det ligger i delstaten Queensland, omkring 1 700 kilometer nordväst om delstatshuvudstaden Brisbane.
I omgivningarna runt Jack River växer huvudsakligen savannskog. Trakten runt Jack River är nära nog obefolkad, med mindre än två invånare per kvadratkilometer. Genomsnittlig årsnederbörd är 1 296 millimeter. Den regnigaste månaden är januari, med i genomsnitt 341 mm nederbörd, och den torraste är augusti, med 2 mm nederbörd.